# Live Bait for the Dead
Live Bait for the Dead – pierwszy album koncertowy angielskiej grupy muzycznej Cradle of Filth. Wydawnictwo ukazało się nakładem Abracadaver i Snapper Music w roku 2002.

## Lista utworów
Opracowano na podstawie materiału źródłowego.
| CD1 1. The Ceremony Opens (Intro) - 02:45 2. Lord Abortion - 06:34 3. Ebony Dressed for Sunset - 02:55 4. The Forest Whispers My Name - 04:56 5. Cthulhu Dawn - 04:31 6. Dusk and Her Embrace - 06:24 7. The Principle of Evil Made Flesh - 05:43 8. Cruelty Brought Thee Orchids - 07:55 9. Her Ghost in the Fog - 07:33 10. Summer Dying Fast - 05:44 11. Creatures That Kissed in Cold Mirrors (Interlude) - 03:56 12. From the Cradle to Enslave - 06:00 13. Queen of Winter, Throned - 10:04 |  | CD2 1. Born in a Burial Gown (The Polished Coffin mix) - 05:18 2. No Time to Cry (Sisters of No Mercy mix) - 04:20 3. Funeral in Carpathia (soundcheck recording) - 08:23 4. Deleted Scenes of a Snuff Princess - 05:38 5. Scorched Earth Erotica (original demo version) - 04:57 6. Nocturnal Supremacy (soundcheck recording) - 06:03 7. From the Cradle to Enslave (Under Martian Rule mix) - 06:05 8. The Fire Still Burns (Twisted Sister cover) - 04:08 |

## Twórcy
Opracowano na podstawie materiału źródłowego.
| Zespół Cradle of Filth w składzie - Dani Filth - wokal prowadzący - Gian Pyres - gitara - Paul Allender - gitara - Robin Graves - gitara basowa - Martin Powell - instrumenty klawiszowe - Adrian Erlandsson - perkusja | Dodatkowi muzycy - Sarah Jezebel Deva - wokal wspierający |